# Vincetoxicum funebre
Vincetoxicum funebre är en oleanderväxtart som beskrevs av Pierre Edmond Boissier och Kotschy. Vincetoxicum funebre ingår i släktet tulkörter, och familjen oleanderväxter. Inga underarter finns listade i Catalogue of Life.